# Comté de Henrico
Le comté de Henrico (en anglais : Henrico County) est un comté de Virginie, aux États-Unis, fondé en 1634.

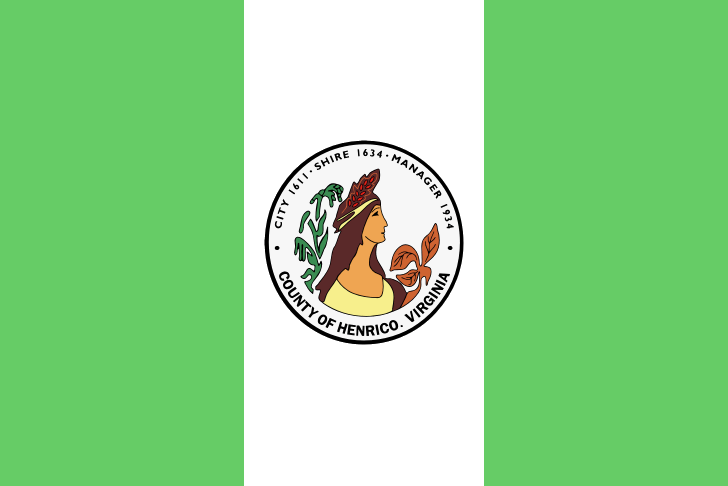
Drapeau

## Géographie
Le comté s'étend sur 635 km2 au nord-ouest de Richmond. Il ne comprend aucune municipalité mais des census-designated places dont les plus importantes sont Tuckahoe, Short Pump et Laurel, qui abrite le siège du comté.

## Histoire
Fondée en 1611 par Thomas Dale sous le nom d'Henricus, en hommage au prince Henri-Frédéric Stuart, la ville devient en 1634 le siège d'un comté appelé Henrico Shire, un des huit premiers de Virginie.
La ville de Richmond fait officiellement partie du comté jusqu'en 1842, quand elle devient une ville indépendante.

## Politique
Le comté de Henrico est historiquement acquis au Parti républicain. Cependant, le comté est progressivement devenu compétitif voire favorable aux démocrates depuis 2008. En effet, ses électeurs ont voté à 55 % pour Barack Obama en 2012 et à 57 % pour Hillary Clinton en 2016. Cette évolution s'explique notamment par une percée des démocrates dans les banlieues aisées de l'ouest du comté et par une diversification de sa population.